# کونوئه تادافوسا
کونوئه تادافوسا (انگلیسی: Konoe Tadafusa; ۲۴ سپتامبر ۱۸۳۸ – ۱۶ ژوئیهٔ ۱۸۷۳) پسر نایب السلطنه کونوئه تاداهیرو با همسرش شیمازو کیوکو، کوگیو یا اشراف دربار ژاپنی اواخر دوره ادو (۱۶۰۳–۱۸۶۸) بود. او هیچ مقام نایب السلطنه ای (کانپاکو) (فهرست کانپاکو و سشو در ژاپن) یا سشو نداشت. همسر او شیمازو میتسوکو بود، دختر خوانده شیمازو ناری‌آکیرا، یازدهمین رئیس قلمرو ساتسوما در دوره شوگون‌سالاری توکوگاوا بود.
این زوج صاحب یک دختر به نام هیروکو کونوئه شدند که بعداً با توکوگاوا ایه‌ساتو، شانزدهمین رئیس خاندان توکوگاوا ازدواج کردند و توکوگاوا ایه‌ماسا، رئیس نوجوان خاندان توکوگاوا پسر این زوج بود.
کونو چندین سمت در سلسله مراتب شینتو داشت، از جمله رئیس کشیش معبد ایسه جینگو.